# The Third Wave: Democratization in the Late Twentieth Century
The Third Wave: Democratization in the Late Twentieth Century (en français : La troisième vague : démocratisation à la fin du XXe siècle) est un livre publié en 1991 par Samuel Huntington. Il utilise l'expression « troisième vague de démocratisation » pour décrire la tendance mondiale qui a permis à plus de 60 pays européens, latino-américains, asiatiques et africains de connaître une certaine forme de transition démocratique. D'après Huntington, la troisième vague débute en 1974 par la Révolution des Œillets, survenue au Portugal.
L’expression « troisième vague » est largement utilisée par les chercheurs qui étudient les transitions démocratiques et plus globalement la démocratisation dans les pays en développement. Elle a également été critiquée à de nombreuses reprises, plusieurs auteurs déclarant que ces transitions dites démocratiques ne sont en réalité que des transitions vers un régime semi-autoritaire, comme l’exigent les réalités internationales du monde d’après la guerre froide,.

## Transition démocratique

### Causes
D'après Huntington, l'avènement de la troisième vague est lié à cinq facteurs principaux :
- La diminution de la légitimité des régimes autoritaires en raison de la volonté constante de la part du peuple d'avoir des élections périodiques et libres et/ou le renversement du régime militaire. La crise économique des années 1970 a eu un impact massif, en particulier sur les régimes dont la légitimité reposait sur la croissance économique nationale.
- La croissance de la production économique mondiale a contribué à moderniser de nombreuses économies moins développées. La modernisation économique, qui inclut des changements structurels tels que le développement de l'urbanisation, de l'éducation et l'élargissement de la classe moyenne, libère une constellation de forces sociales capables de s'organiser et dotées d'une éducation suffisante pour faire pression sur le gouvernement et revendiquer davantage de démocratie.
- Les réformes de l'Église catholique provoqués par le concile Vatican II ont mis en avant le caractère fondamental des droits individuels et le refus de l'autoritarisme. Le Vatican était alors doté d'une aura particulièrement importante, notamment dans les pays catholiques d'Europe du Sud et d'Amérique latine, ainsi que pour les Philippines, la Pologne et la Hongrie.
- Le facteur de contingence régionale (aussi appelé effet boule de neige ou théorie des dominos) apporte l'idée selon laquelle lorsque le pays voisin se démocratise, les citoyens de cet autre pays sont amenés à faire de même, et ainsi de suite.
- Le rôle joué par les États-Unis et l’UE. Le président américain Jimmy Carter (1977-1981) poursuit le travail de critique des pays soviétiques à travers le spectre du respect des droits de l'homme ; L’UE était un modèle apprécié en Europe et, après 1989, des conditions de respect de la démocratie sont exigées pour en faire partie. Gorbatchev a aussi contribué à apaiser les tensions avec les pays d’Europe de l’Est à travers des réformes.

Pour Huntington, les facteurs structurels internationaux des années 1970 sont la cause du déclenchement de cette troisième vague. Les perspectives d’adhésion à l'Union européenne ont fourni la pression nécessaire pour créer des mouvements de protestation populaires, qui ont conduit à la démocratie au Portugal, en Espagne et en Grèce Comme d’autres auteurs l’ont souligné, l’adhésion à l’UE a également été une source de motivation pour un certain nombre d’anciens pays satellites soviétiques, dont la Pologne, la Hongrie et la République tchèque.
D’autres facteurs internationaux ont également contribué au lancement de la troisième vague. Premièrement, les efforts internationaux déployés par les États et les militants prodémocratie ont contribué à politiser des questions telles que celles des droits de l’homme et de la démocratisation à l'échelle mondiale. Pour Huntington, un deuxième point de départ de la troisième vague correspond aux Accords d’Helsinki signés en 1975, qui ont contribué à obtenir des engagements en faveur des droits de l’homme et de la gouvernance démocratique de la part des pays d’Europe de l’Est. Même si cela n'a pas suffi dans les faits à garantir la démocratisation, cela a néanmoins permis d'établir un indicateur simple pour évaluer et critiquer le bloc soviétique. Deuxièmement, au milieu des années 1970, les États-Unis ont réorienté leur politique étrangère. Plutôt que d'apporter leur soutien à un régime qui leur promettait fidélité, le soutien économique et politique repose de plus en plus sur le respect des libertés publiques et des droits civiques.
A travers la pression populaire et de la critique étatique des Occidentaux, la troisième vague s'est étendue des années 1970 aux années 1990. Pour Huntington, « l’effet de démonstration » est un facteur important pour expliquer l’ampleur de la troisième vague. Par exemple, lorsque le parti polonais Solidarność est arrivé au pouvoir, les réformistes des autres pays est-européens ont développé l’énergie suffisante pour faire pression sur leur régime en faveur du changement. Alors que la vague déferlait sur l'Europe de l'Est, les dirigeants africains ont commencé à percevoir « le vent du changement » et ont ensuite remanié leurs constitutions pour permettre des élections multipartites, craignant une guerre civile et leur renversement par le peuple.

### Processus de démocratisation
Huntington discerne trois phases dans la démocratisation :
- La transformation – Un changement descendant (par l’élite) au sein du gouvernement (tel qu'imaginé par les théoriciens de la théorie de la modernisation dans les années 1990).
- Le transplacement – Une réforme négociée du régime et du gouvernement.
- Le remplacement – L'effondrement du régime et de l'autoritarisme.

### Fragilité de la démocratisation
Malgré l'implication forte et nécessaire des masses populaires, la démocratisation reste un processus à l'issue incertaine. Ainsi, les facteurs internes sont primordiaux : les élites jouent un rôle central, car leur soutien ou non du régime peut faire chuter le dirigeant en place. A l'inverse, s'il a leur soutien, la répression militaire peut faire avorter tout espoir de démocratie.

## Consolidation de la démocratisation

### Problèmes de la démocratisation
Plusieurs problèmes sont également inhérents au processus de démocratisation, en premier lieu les problèmes de transition. Pour qu'il y ait une transition sereine, les nouveaux dirigeants doivent pouvoir se reposer sur des institutions fiables, qui sont souvent construites ex nihilo. Ainsi, elles sont très fragiles, car en cours de construction, ce qui peut être favorable à un retour de l'autoritarisme ou à un coup d'État.
De plus, si les foules se sont levées pour protester contre le régime en place et pour la démocratie, ce n'est pas l'avis de tous les citoyens, surtout des proches du régime ou de ses partisans. En conséquence, le contexte social et politique peut être bipolarisé et pas unifié comme on pourrait l'espérer.
Dans la lignée de ces deux premiers problèmes, celui de la symétrie par rapport au régime précédent (performance du nouveau régime) doit aussi se poser. En effet, puisque les institutions ne sont pas totalement établies ni performantes, et que la population est divisée entre partisans et opposants, mais aussi parce que l'économie exsangue de ces pays anciennement soviétiques ou sous dictature doit être sauvée, et les opposants peuvent se servir de cet argument pour être réélus et reprendre le pouvoir.

### Les élites pendant la démocratisation
Huntington croyait à l’importance de l'individu dans le processus de démocratisation : « les démocraties ne sont pas créées par des causes mais par des acteurs ». Pour Huntington, la transition s'opère en premier lieu grâce aux choix, aux perceptions, aux croyances et aux actions des élites, tandis que la consolidation ultérieure repose sur des pactes et des consensus entre élites.